# 笹本恒子
笹本恆子（日语：／ Sasamoto Tsuneko，1914年9月1日—2022年8月15日），日本攝影師，她被認為是日本「第一位女性攝影記者」，擅長人物摄影。

## 經歷
笹本出生於東京府（現東京都品川區）。過去在一所技術學院上過家政課程，但因為想成為一名畫家而輟學。輟學後，她在不告訴父母的情況下就讀繪畫學院和製衣學校。
笹本作為攝影記者的職業生涯，始於在東京日日新聞（現每日新聞）的新聞版面擔任兼職插畫師。1940年，26歲的她加入日本攝影協會晉升為見習職員，正式成為日本第一位女性攝影記者。並負責介紹各種頒獎典禮和揭牌儀式、海外大使團的動向、名人和文化人物的活動等”。儘管他向世界報導了日本國內的事件，但由於兄弟的強烈反對和身患疾病（腳氣），他於 1941年初從協會辭職。她曾稱瑪格麗特·布林克-懷特對她成為攝影師的原因產生了重大影響。
太平洋戰爭結束後，她在1947年成為自由職業者，繼續從事攝影記者的活動，並以日本發生的話題和事件為主題，並在眾多平面雜誌上發表，其中包括拍攝同盟國軍事佔領日本期間道格拉斯·麥克阿瑟將軍到訪日本、罷工煤礦工人和抗議學生的事件寫真。
1985年，71歲的笹本重返攝影界，舉辦了「為昭和歷史上色的人物」的攝影展，聚集著昭和時期代表日本的傑出女性名人攝影照。2001年，笹本獲得第16屆鑽石女士賞。2011年，他獲得了吉川英治文化賞。
2014年，笹本獲得第43屆最佳梳妝台賞特別獎。2016年獲得露西紀實攝影終身成就獎。
2016年3月，他將迄今為止拍攝的100張照片捐贈給長野縣須坂市。 
2018年，笹本被授予為東京榮譽市民。2022年8月15日，笹本因衰老去世，享嵩壽107歲
。

## 作品

### 寫真集
- 笹本恒子. . 遊人工房.
- 笹本恒子. . TBSブリタニカ（日语：TBSブリタニカ）. 1990.
- 笹本恒子. . Bee books. 光村印刷. 1998-05. ISBN 4896157567.
- 笹本恒子. . 清流出版（日语：清流出版）. 1996-05. ISBN 4916028287.
- 笹本恒子. . 清流出版. 2003-10. ISBN 4916028287.
- 笹本恒子. . 新潮社. 1988-01. ISBN 4103686014.
- 笹本恒子. . 清流出版. 2002.
- 笹本恒子. . 日本放送出版協會. 1992-03. ISBN 4140800283.
- 笹本恒子. . JCII Photo Salon library 157. JCIIフォトサロン. 2004.
- 笹本恒子. . Bee books. 光村印刷. 1998.

### 著書
- 笹本恒子. . 鎌倉書房. 1989.
- 笹本恒子. . 清流出版. 2002-07. ISBN 4860290178.
- 笹本恒子. . 講談社. 2012-2-21. ISBN 978-4062174558.
- 笹本恒子. . 毎日新聞. 2012-5-24. ISBN 978-4620015330.
- 笹本恒子. . 小学館. 2012-6-26. ISBN 978-4096820667.
- 笹本恒子. . 宝島社. 2013-1-19. ISBN 978-4796699716.
- 笹本恒子・吉沢久子（日语：吉沢久子）. . 清流出版. 2013-5-21. ISBN 978-4860294014.
- 笹本恒子. . 小学館. 2013-8-26. ISBN 978-4093883245.
- 笹本恒子. . 講談社. 2014-11-21. ISBN 978-4062815758.
- 笹本恒子. . 小学館. 2015-10-6. ISBN 978-4094062236.
- 笹本恒子. . PHP研究所. 2017-11-16. ISBN 978-4569838724.

## 外部連結
- NHKラジオ第1・ブログ（2011年8月5日） （页面存档备份，存于）（日語）
- Author page at Amazon （页面存档备份，存于）
- Interview with Tsuneko Sasamoto （页面存档备份，存于） (in Japanese)
- Nihon shashinka jiten () / 328 Outstanding Japanese Photographers. Kyoto: Tankōsha, 2000. ISBN 4-473-01750-8. （日語）